# Markusy (gmina)
Markusy est une gmina rurale du powiat de Elbląg, Varmie-Mazurie, dans le nord de la Pologne. Son siège est le village de Markusy, qui se situe environ 6 km au sud d'Elbląg et 79 km à l'ouest de la capitale régionale Olsztyn.
La gmina couvre une superficie de 108,56 km2 pour une population de 4 103 habitants.

## Géographie
La gmina inclut les villages de Balewo, Brudzędy, Dzierzgonka, Jezioro, Jurandowo, Kępniewo, Krzewsk, Markusy, Nowe Dolno, Nowe Kępniewo, Rachowo, Stalewo, Stankowo, Stare Dolno, Topolno Małe, Tynowo, Węgle-Żukowo, Wiśniewo, Zdroje, Złotnica, Żółwiniec, Żurawiec, Zwierzeńskie Pole et Zwierzno.
La gmina borde les gminy de Dzierzgoń, Elbląg, Gronowo Elbląskie, Rychliki et Stare Pole.